# 全国総合アニメ文化知識検定試験
全国総合アニメ文化知識検定試験（ぜんこくそうごうアニメぶんかちしきけんていしけん）とは、日本動画協会及びアニメ関連会社各社の監修よりアニメ検定実行委員会がアニメに関する様々な知識を学び、よりアニメを楽しむことを目的として行なっていた検定試験。通称は「アニメ検定」、「アニ検」。
2009年10月9日、実行委員会は諸事情により検定試験を当面の間休止すると発表した。

## 概要
子供からお年寄りまで幅広い層を対象に「日本と世界のアニメ文化・産業についての知識を検定する」事を目的とし、アニメファンの底辺拡大とクリエイターの育成。将来的にはアニメ産業の就職に利用できる、業界に対して有力な資格とすることを目標に始まった。1級から5級の筆記試験があり、3級の合格者は2級の受験資格を取得できる。また無料で携帯電話受験できる「モバイル級1等級」がある。

## 受験級
| 級         | 等級                 | 受験資格     | 問題数 | 合格ライン |
| ---------- | -------------------- | ------------ | ------ | ---------- |
| 1級        | アカデミー級         | 2級合格者    | 60     | 70%以上    |
| 2級        | プロフェッショナル級 | 3級合格者    | 60     | 70%以上    |
| 3級        | スーパーファン級     | なし         | 60     | 70%以上    |
| 4級        | ノーマルファン級     | なし         | 60     | 70%以上    |
| 5級        | ビギナーファン級     | なし         | 50     | 60%以上    |
| モバイル級 | ケイタイ検定級       | 無料会員登録 | 10     | 80%以上    |

※3、4、5級の併願も可能

## 問題形式、合格基準
4肢択一のマークシート方式。50問（60分）で実施される。3・4級は正解率70%以上、5級は正解率60%以上で合格となる。

## 公式問題集
問題集が2007年度版、2008年度版共に発売された。定価1200円。2008年度版からペーパーバックに形態が変更された。

## 受験申込者数
第1回アニメ検定の受験申込者数は、1311名。内訳は、3級：４９１名・4級：４１４名・5級４０６名（主催者発表)

## 開催日
| 回数  | 開催日         |
| ----- | -------------- |
| 第1回 | 2007年11月23日 |
| 第2回 | 2008年11月23日 |

※上記受験資格があるため2級は第2回以降、1級は第3回以降に実施される

## CM
2007年度アニメ検定のCMに声優の加藤英美里が出演。
2008年度アニメ検定のCMに、人気声優の阿澄佳奈が顔出しで出演（詳細は『ひだまりラジオx365』第9回配信分参照）。アニメ検定の公式ホームページでも公開されていたが、上記の休止に伴い2009年10月現在見ることはできなくなっている。